# Howard Somervell
Theodore Howard Somervell, né le 16 avril 1890 à Kendal en Angleterre et mort le 23 janvier 1975, est un alpiniste britannique. Il a participé à l'Expédition britannique à l'Everest de 1922 et à l'Expédition britannique à l'Everest de 1924. 

## Biographie
Il participe à la Première Guerre mondiale entre 1915 et 1918 en tant que lieutenant médecin, notamment à la bataille de la Somme.
En 1921, il obtient un diplôme de chirurgien à l'University College de Londres.
Durant l'Expédition britannique à l'Everest de 1922, il atteint 8 170 mètres d'altitude avec George Mallory. Ce record est battu trois jours plus tard par Geoffrey Bruce et George Finch. Le 7 juin, lors d'une tentative sur les pentes du col Nord, une avalanche survient, causant la mort de sept Sherpas.
Lors de l'Expédition britannique à l'Everest de 1924, accompagné de Edward Felix Norton, ils réalisent une ascension sans oxygène. Somervell atteint 8 570 mètres d'altitude, tandis que Norton parvient jusqu'à midi (record dépassé en 1952).
De 1923 à 1949, il exerce en tant que médecin à l'hôpital de Kundara en Inde.